# Diecéze Alife-Caiazzo
Diecéze Alife-Caiazzo je diecéze římskokatolické církve, nacházející se v Itálii.

## Území
Diecéze zahrnuje území 24 obcí provincie Caserta: Alife, Caiazzo, Piedimonte Matese, Formicola, Ruviano, Liberi, Dragoni, Castel di Sasso, San Potito Sannitico, Castello del Matese, Raviscanina, Letino, Ailano, Baia e Latina, Castel Campagnano, Pontelatone, Sant'Angelo d'Alife, Prata Sannita, San Gregorio Matese, Piana di Monte Verna, Valle Agricola, Alvignano, část obce Pratella a také části obce Gioia Sannitica (Calvisi a Carattano).
Biskupským sídlem je město Alife, kde se nachází hlavní chrám – katedrála Nanebevzetí Panny Marie.
Rozděluje se do 44 farností. K roku 2020 měla 61 200 věřících, 41 diecézních kněží, 7 řeholních kněží, 27 řeholníků a 43 řeholnic.

## Historie

### Diecéze Alife
Počátky diecéze jsou nejisté. Podle tradice se christianizace tohoto území datuje do apoštolských dob, kdy zde kázal apoštol Petr. Podle jiných zdrojů byla diecéze zřízená v období císaře Konstantina.
První zmínkou o diecézi je přítomnost biskupa Clara na koncilu v Římě roku 499, který byl svolaný papežem Symmachem, kde byly stanoveny pravidla volby římského biskupa. Je možné že tento biskup se také zúčastnil roku 495 koncilu svolaném 13. května 495 papežem Gelasiem I. Na tomto koncilu je uveden biskup Clarus bez uvedení jeho sídla. Starobylý pohřební nápis nalezený na tomto území nese jméno biskupa Severaa datuje se do 4.-5. století.
Po těchto dvou biskupech již téměř pět století nejsou žádné zprávy o jejich nástupcích. Roku 876 zničil Saracéni město i katedrálu Svaté Marie.
Diecéze je znovu zmíněná až ve druhé polovině 10. století. Dne 26. května 969 papež Jan XIII. bulou Cum certum sit povýšil diecézi Benevento na metropolitní arcidiecézi a diecéze Alife se stala jeho sufragánou.
Dne 27. června 1818 papež Pius VII. bulou De utiliori zrušil diecézi Alife a její území se stalo součástí diecéze Telese. Dne 14. prosince 1820 došlo bulou Adorandi stejného papeže k obnovení diecéze a spojila ji aeque principaliter se stolcem Telese.
Dne 6. července 1852 byly stolce Alife a Telese bulou Compertum nobis papeže Pia IX. rozděleny a společný biskup Gennaro Di Giacomo se rozhodl řídit diecézi Alife se sídlem v Piedimonte
Dne 13. dubna 1979 se diecéze stala sufragánou arcidiecéze Neapol.

### Diecéze Caiazzo
Podle lidové tradice je christianizace území spojená se svatým apoštolem Petrem či Priscou z Capuy.
První doloženým biskupem je Orso, který je zmíněn roku 966, kdy byl vymezeny hranice diecéze Caiazzo.
Mezi 18. a 19. stoletím se diecéze ocitla více než třicet let bez biskupa. Z toho důvodu byla 27. června 1818 bulou De utiliori papeže Pia VII. diecéze zrušena a její území bylo připojeno k diecézi Caserta.
Dne 16. prosince 1849 došlo bulou Si sempre papeže Pia IX. k obnovení diecéze, která se stala sufragánou arcidiecéze Capua.
Dne 13. dubna 1979 se stala sufragánou arcidiecéze Neapol.

### Diecéze Alife-Caiazzo
Mezi šedesátými a sedmdesátými lety dvacátého století zůstaly obě diecéze dlouho neobsazené, až do 8. dubna 1978, kdy byl Angelo Campagna zvolen biskupem obou stolců. Tím byly diecézi spojeny in persona episcopi (v osobě biskupa).
Dne 30. září 1986 byly diecéze dekretem Instantibus votis Kongregace pro biskupy sjednoceny a tím získala svůj současný název.
Od 26. února 2021 je diecéze spojena in persona episcopi s diecézí Teano-Calvi a 23. února 2023 s diecézí Sessa Aurunca.

## Seznam biskupů

### Biskupové Alife
- Severus (392)
- Clarus (499)
- Paulus (969–970)
- Vitus (985)
- Arechis (1059)
- Goffredo (Gosfridus) (1097–1098)
- Robert (1098–1139)
- Peter (1143–1148)
- Balduinus (1179–1198)
- Landulfus
- ? (1217–1239)
- Alferio (1252–1254)
- Romano (1254–1292)
- Pietro (1305)
- Filippo (1308–1310)
- Nicola
- Tommaso delle Fonti (Thomas de Fontibus) (1346–1348)
- Bertrandus (1348–1350)
- Andreas
- Guglielmo (1361–1389)
- Giovanni Alferio (Johannes Alferius oder De Alferiis) (1389–1412)
- Angelo Sanfelice (1413–1454)
- Antonio Moretta (1458–1482)
- Giovanni Bartoli (Johannes Bartholomaeus Bartoli) (1482–1486)
- Juan de Zefra (Johannes de Zefra) (1486–1504)
- Angelo Sarro di Oliveto (1504–1529)
- Bernardino Fumarelli (1532–1533)
- Miguel Torcella (Michele de Torelli) (1532–1541)
- Ippolito de Marsiliis (1541–1546)
- Sebastiano Pighino (1546–1548)
- Filippo Serragli (1548–1557)
- Antonio Agustín (1557–1561)
- Diego Gilberto Nogueras (1561–1566)
- Angelo Rossi (1567)
- Giovanni Battista Santoro (1568–1586)
- Enrico Cini (1586–1598)
- Modesto Gavazzi (Modestus Gavazzi) (1598–1608)
- Valerio Seta (1608–1624)
- Girolamo Zambeccari (1625–1633)
- Gian Michele de Rossi (Johannes Michal de Rubeis) (1633–1638)
- Pier Paolo de Medici (Petrus Paulus Medices) (1639–1656)
- Enrico Borghi (Februar bis November 1658)
- Sebastiano Dossena (1659–1662)
- Domenico Caracciolo (1664–1673)
- Giuseppe de Lazzara (1676–1702)
- Angelo Maria Porfiri (Porfirius) (1703–1730)
- Gaetano Iovone (1730–1733)
- Pietro Abbondio Battiloro (Petrus Abundus) (1733–1735)
- Egidio Antonio Isabelli (1735–1752)
- Carlo Rosati (1752–1753)
- Innocenzo Sanseverino (1753–1762)
- Filippo Sanseverino (1762–1769)
- Francesco Ferdinando Sanseverino (1770–1775)
- Emilio Gentile (1776–1822)
- Raffaele Longobardi (1822–1823)
- Giovanni Battista de Martino di Pietradoro (1824–1826)
- Carlo Puoti (1826–1848)
- Gennaro di Giacomo (1848–1874)
- Luigi Barbato Pasca di Magliano (1875–1879)
- Girolamo Volpe (1880–1885)
- Antonio Scotti (1886–1898)
- Settimio Caracciolo di Torchiarolo (1898–1911)
- Felice Del Sordo (1911–1928)
- Luigi Noviello (1930–1947)
- Giuseppe Della Cioppa (1947–1953)
- Virginio Dondeo (1953–1961)
- Raffaele Pellecchia (1961–1967)
- Angelo Campagne (1978–1986)

### Biskupové Caiazzo
- Orso (zmíněn roku 966/967)
- svatý Stefano Minicillo (979–1021 nebo 1023)
- svatý Ferdinand Aragonský (1070–1082)
- Costantino (před rokem 1098 – po roce 1100)
- Pietro I. (zmíněn roku 1106)
- Tommaso (zmíněn roku 1109)
- Orso II. (před rokem 1117 – po roce 1123)
- Stazio (před rokem 1133 – po roce 1134)
- Guglielmo I. (1155–1166)
- Guglielmo II. (před rokem 1170 – 1181)
- Doferio (před zářím 1183 – 1189)
- Giovanni I. (před rokem 1195 – 1224)
- Giacomo Almundi (1225–1253)
- Nicola Minade (1254–1257)
- Andrea Riccardi (1257–1272)
- Giovanni di Aversa (1274–1275)
- Andrea de Ducenta (1276–1283)
- Gerardo da Narni (1283–1293)
- Pietro II. (1294–1308)
- Giovanni II. (1308–1309)
- Tommaso de Pascasio (1309–1333)
- Giovanni Mottola (1333–1356)
- Ruggero Valenti, O.F.M. (1362–1375)
- Francesco Zancati (1375–1378?)
  - Bartolomeo da Todi, O.F.M. (1383–?) vzdorobiskup
  - Andrea di Amandola (1393–?) vzdorobiskup
- Bartolomeo (1379– asi 1391)
- Giovanni Antonello Gattoli (1391–1393)
- Francesco (1393–1404)
- Andrea Serao (1404–1422)
- Giovanni d'Aversa (1422–1445)
- Antonio d'Errico (1446–1472)
- Giuliano Mirto Frangipane (1472–1480)
- Giacomo de Luciis (1480 – po roce 1503)
  - Oliviero Carafa (1506–1507) apoštolský administrátor
- Vincio Maffa (1507–1517)
  - Andrea della Valle (1517–1518) apoštolský administrátor
- Galeazzo Butrigario (1518–1518)
- Bernardino de Prato (1520–1522)
- Vianesio Albergati (1522–1527)
- Ascanio Parisani (1528–1529) Bishop-elect[57]
- Antonio Maria Ciocchi del Monte (1529–1529) apoštolský administrátor
- Alexander Mirto Frangipani (1529–1537)
- Fabio Mirto Frangipani (1537–1572)
- Ottavio Mirto Frangipani (1572–1592)
- Horatius Acquaviva d'Aragona, O. Cist. (1592–1617)
- Paolo Filomarino, C.R. (1617–1623)
- Filippo Benedetto de Sio, O.F.M. Conv. (1623–1641)
- Sigismondo Taddei (1641–1647)
- Francesco Perrone (1648–1656)
- Giuseppe Petagna (1657–1679)
- Giacomo Villani (1679–1690)
- Francesco Bonesana, C.R. (1692

–1695)
- Maioranus Figlioli (1696–1712)
  - neobsazena (1712-1718)
- Giacomo Falconi (1718–1727)
- Costantino Vigilante (1727–1754)
- Giuseppe Antonio Piperni (1754–1780)
  - ':neobsazena (1780-1792)
- Filippo d'Ambrogio (1792–1799)
  - neobsazena (1799-1818)
  - zrušena (1818–1850)
- Gabriele Ventriglia (1852–1859)
- Luigi Riccio (1860–1873)
- Giuseppe Spinelli (1874–1883)
- Raffaele Danise, M.I. (1884–1898)
- Felice de Siena (1898–1902)
- Federico de Martino (1902–1908)
- Adolfo Turchi (1909–1914)
- Luigi Ermini (1914–1921)
- Nicola Maria di Girolamo (1922–1963)
  - neobsazena (1963–1978)
- Angelo Campagna (1978–1986)

### Biskupové Alife-Caiazzo
- Angelo Campagna (1986–1990)
- Nicola Comparone (1990–1998)
- Pietro Farina (1999–2009)
- Valentino Di Cerbo (2010–2019)
  - Orazio Francesco Piazza (2019–2021) apoštolský administrátor
- Giacomo Cirulli (od 2021)